# Zwanenzang (Kalchas)
Zwanenzang (Kalchas) of Een zwanenzang met als ondertitel een dramatische studie in één bedrijf (Russisch: Лебеди́ная песня (Ка́лхас) - драматический этюд  в одном действии) is een eenakter van Anton Tsjechov uit januari 1887. Het is een bewerking van zijn korte verhaal Kalchas, dat op 10 november 1886 in de Petersburgse gazet verscheen. De première vond plaats op 19 februari 1888 in het Korsjtheater in Moskou. Het toneelstuk is een van de acht vaudeville-stukken die hij in de loop der jaren schreef en waartoe verder onder andere De beer, Het jubileum en Het aanzoek behoren.

## Personages
Vasili Vasiljevitsj Svetlovidov (Василий Васильевич Светловидов)
Een 58-jarige komisch acteur, vertolker van de rol Kalchas in de operette La belle Hélène van Jacques Offenbach
Nikita Ivanytsj (Никита Иваныч)
Souffleur

## Verhaal

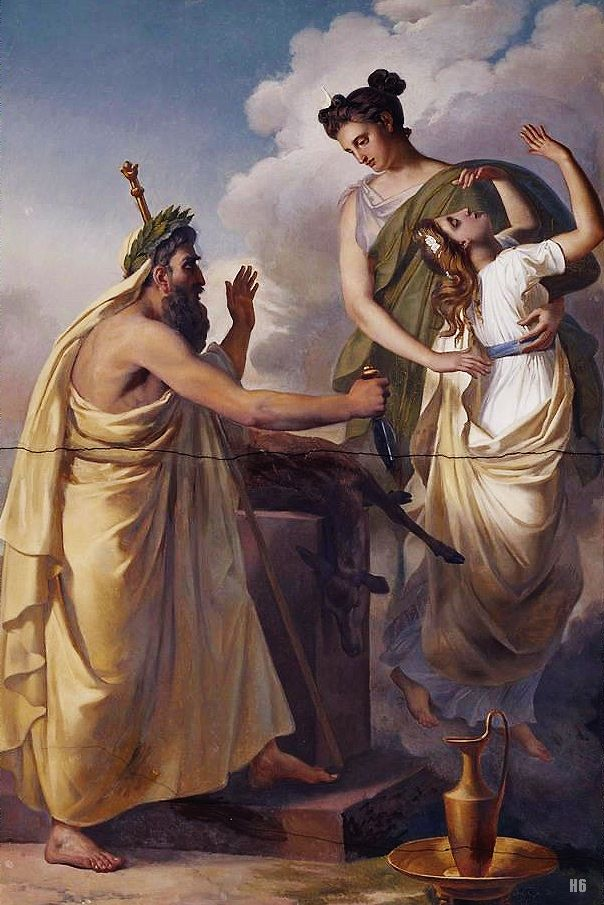
Kalchas, zoals hij in de 19e eeuw werd voorgesteld: Abel de Pujol, ca. 1822-1825, Het offer van Iphigeneia, Musée du château de Fontainebleu

### Eerste scène
Op het in duister gehulde, lege toneel van een doorsneetheater in de provincie, 's nachts na de voorstelling, verschijnt Svetlovidov in het kostuum van zijn laatste rol, Kalchas, de Griekse ziener ten tijde van de Trojaanse oorlog. Hij kijkt de donkere zaal in, die hem doet denken aan een gapend graf waar de dood op hem loert. Hij beseft dat zijn leven en zijn carrière, die in feite altijd zijn samengevallen, voorbij zijn.

### Tweede scène
De oude souffleur Nikita, die stiekem in de kleedkamers overnacht, wordt wakker. In zijn witte nachthemd lijkt hij op een geest die door Kalchas is opgeroepen. Svetlovidov stort zijn hart bij hem uit en haalt herinneringen op met een mengeling van heimwee en verbittering. Samen spelen ze nog één keer zijn glansrollen uit Poesjkin en Shakespeare, waarna hij met de slotregels van Gribojedovs Lijden door verstand voorgoed afscheid neemt van het toneel.

## Nederlandse vertalingen
- Charles B. Timmer (vertaald als Een zwanenzang): Anton P. Tsjechow, Verzamelde werken VI. Toneel, Amsterdam, G.A. van Oorschot, 1956, p. 529
- Marja Wiebes & Yolanda Bloemen (vertaald als Zwanenzang (Kalchas)): A.P. Tsjechov, Verzamelde Werken VI. Toneel, Amsterdam, G.A. van Oorschot, 2013, p. 99